# Stictoptera wetterensis
Stictoptera wetterensis là một loài bướm đêm trong họ Noctuidae.